# Ковалево (Белгородская область)
Ковалево — село в Алексеевском районе (городском округе, с 2018) Белгородской области, входит в состав Гарбузовского сельского поселения.

## Описание
Расположено в восточной части области, в 25 км к юго-востоку от районного центра, города Алексеевки. 
| 1859 | 1897 | 2002 | 2010 |
| ---- | ---- | ---- | ---- |
| 1179 | ↘962 | ↘322 | ↗338 |

Улицы и переулки
| - ул. Лесная - ул. Садовая - ул. Центральная |

## История
Упоминается в Памятной книжке Воронежской губернии за 1887 год как "хуторъ Ковалевъ" Варваровской волости Бирюченского уезда. Число жителей обоего пола — 1121, число дворов — 117.

### Памятники и мемориалы
Братская могила советских воинов, погибших в боях с фашистскими захватчиками. 